# Virginia Iommi
Virginia Iommi Echeverría es una historiadora y académica chilena dedicada a la historia moderna y a la historia de la ciencia. Pese a ello, también ha dedicado parte de su estudio profesional a la antigüedad clásica y al medioevo. Es profesora de la Pontificia Universidad Católica de Valparaíso (PUCV).
Además de estar dedicada a la investigación de tratados o aspectos de la época del Renacimiento, también ha escrito papers sobre el rol de la innovación tecnológica en la historia humana. Asimismo, ha reconocido a la historiadora, María Teresa Cobos, como una importante influencia académica.

## Biografía
Nacida en el seno de una familia de académicos, Iommi ha afirmado sentir desde pequeña una pasión por la historia.Sin embargo, ella ha aseveró descubrir su vocación por la Historia Moderna cuando cursó su masterado en el Instituto de Historia de su alma mater (PUCV), donde también se licenció en Historia con mención en Ciencias Políticas.
Su tesis de magíster la hizo acerca de un tratado sobre la peste perteneciente a Marsilio Ficino, lo cual la impulsó a profundizar estos temas en su doctorado hecho en la Universidad de Florencia.
Desde fines de los 2000 es profesora de Historia Moderna en su alma mater, donde también hace clases en la actualidad. A nivel institucional, Iommi logró desempeñarse en puestos como Jefa de Extensión de su instituto de Historia, como Vicedecana de la Facultad de Filosofía y Educación de la PUCV, o como directora de diferentes proyectos interdisciplinarios.

## Obras

### Libros
- Instrumentos Modernos: Objetos, Usos y Transformaciones (Siglos XVI - XVIII) (2023). Ediciones Universitarias de Valparaíso; Coordinadora de Edición.[14]

### Artículos
- Division of the air in Niccola Tartaglia's Quesiti et inventione diverse (1546) (2010)
- Girolamo Fracastoro and the invention of syphilis (2010)
- El concepto de aire en el Consilio contro la pestilentia de Marsilio Ficino (1478–1479) (2010)
- Projectile motion in Diego Hurtado de Mendoza's Mecánica and new Renaissance dynamics (2011)
- Hydrostatics on the fray: Tartaglia, Cardano and the recovering of sunken ships (2011)
- La poesía primitiva en Sir Philip Sidney y Giambattista Vico (2012)
- Erasmus: the spider and the beetle (2012)
- La théorie des éléments de Christophorus Clavius et l'idée du globe terraqué (2013)
- Esferas: una aproximación a la cosmología renacentista en Chile colonial (2014)
- The antipodes according to Alexander Ross and John Wilkins: Reading a dispute (2015)
- De Astrología Judiciaria (1630) de Melchor Jufré del Águila: lecturas y pronósticos en Chile colonial (2019)